# Confederación Argentina de Hockey
La Confederación Argentina de Hockey es el organismo que conduce el hockey sobre césped y pista en la República Argentina. Es miembro de la Federación Internacional de Hockey, de la  Federación Panamericana de Hockey y del Comité Olímpico Argentino. Actualmente el presidente de la institución es Aníbal Fernández.